# San Giorgio di Mantova
San Giorgio di Mantova là một đô thị tại tỉnh Mantova trong vùng Lombardia của Italia, có vị trí cách khoảng 130 km về phía đông của Milano và khoảng 3 km về phía đông của Mantova. Tại thời điểm ngày 31 tháng 12 năm 2004, đô thị này có dân số 8.195 người và diện tích là 24,5 km².
Đô thị San Giorgio di Mantova có các frazioni (các đơn vị trực thuộc, chủ yếu là các làng) Caselle, Casette, Ghisiolo, Mottella (Sede Municipale), Tripoli, Villanova De Bellis, và Villanova Maiardina.
San Giorgio di Mantova giáp các đô thị: Bigarello, Castelbelforte, Mantova, Porto Mantovano, Roncoferraro, Roverbella.